# Pchjongjangská univerzita vědy a technologie
Pchjongjangská univerzita vědy a technologie (anglicky Pyongyang University of Science and Technology (PUST), korejsky 평양과학기술대학) je první soukromě financovaná univerzita v Severní Koreji. Byla založena a je provozovaná a částečně financovaná sdruženími a lidmi, kteří působí mimo Severní Koreu. Celý projekt byl plánován a konstruován společnými silami Severní i Jižní Koreje, spolu s příspěvky skupin a jednotlivců z jiných národů, zejména z Číny a Spojených států amerických. Iniciativa je z velké části financována evangelickými křesťanskými hnutími. Univerzita se nachází na venkově blízko hlavního města Pchjongjangu.
Otevření bylo původně plánováno na rok 2003, avšak zpozdilo se a škola byla otevřena až v říjnu 2010.